# Take the Time
Take the Time è un singolo promozionale del gruppo musicale statunitense Dream Theater, pubblicato nel 1992 come estratto dal secondo album in studio Images and Words.

## Descrizione
Originariamente intitolata Grab That Feel, Take the Time è la terza traccia dell'album, nonché l'unica a presentare il testo composto da tutti i componenti del gruppo. Riguardo al brano, l'allora batterista Mike Portnoy ha commentato:
Poco prima della sezione strumentale del brano è possibile ascoltare la frase "Ora che ho perso la vista, ci vedo di più", campionamento tratto dal film Nuovo Cinema Paradiso (1988).

## Tracce
CD promozionale (Stati Uniti)
1. Take the Time (Edit) – 5:57
2. Take the Time (LP Version) – 8:21

## Formazione
Gruppo
- James LaBrie – voce, cori
- Kevin Moore – tastiera
- John Myung – basso
- John Petrucci – chitarra
- Mike Portnoy – batteria, percussioni

Produzione
- David Prater – produzione, missaggio
- Doug Oberkircher – ingegneria del suono, missaggio
- Steve Regina – assistenza all'ingegneria del suono
- Ted Jensen – mastering
- Larry Freemantle – direzione artistica
- Dan Muro – fotografia

## Classifiche
| Classifica (1992)             | Posizione massima |
| ----------------------------- | ----------------- |
| Stati Uniti (mainstream rock) | 29                |